# Vadnai Károly
Vadnai Károly, olykor Vadnay formában is (Miskolc, 1832. április 28. – Budapest, 1902. július 27.) író, újságíró, az egykori Fővárosi Lapok szerkesztője; a Magyar Tudományos Akadémia, a Kisfaludy Társaság és a Petőfi Társaság tagja.

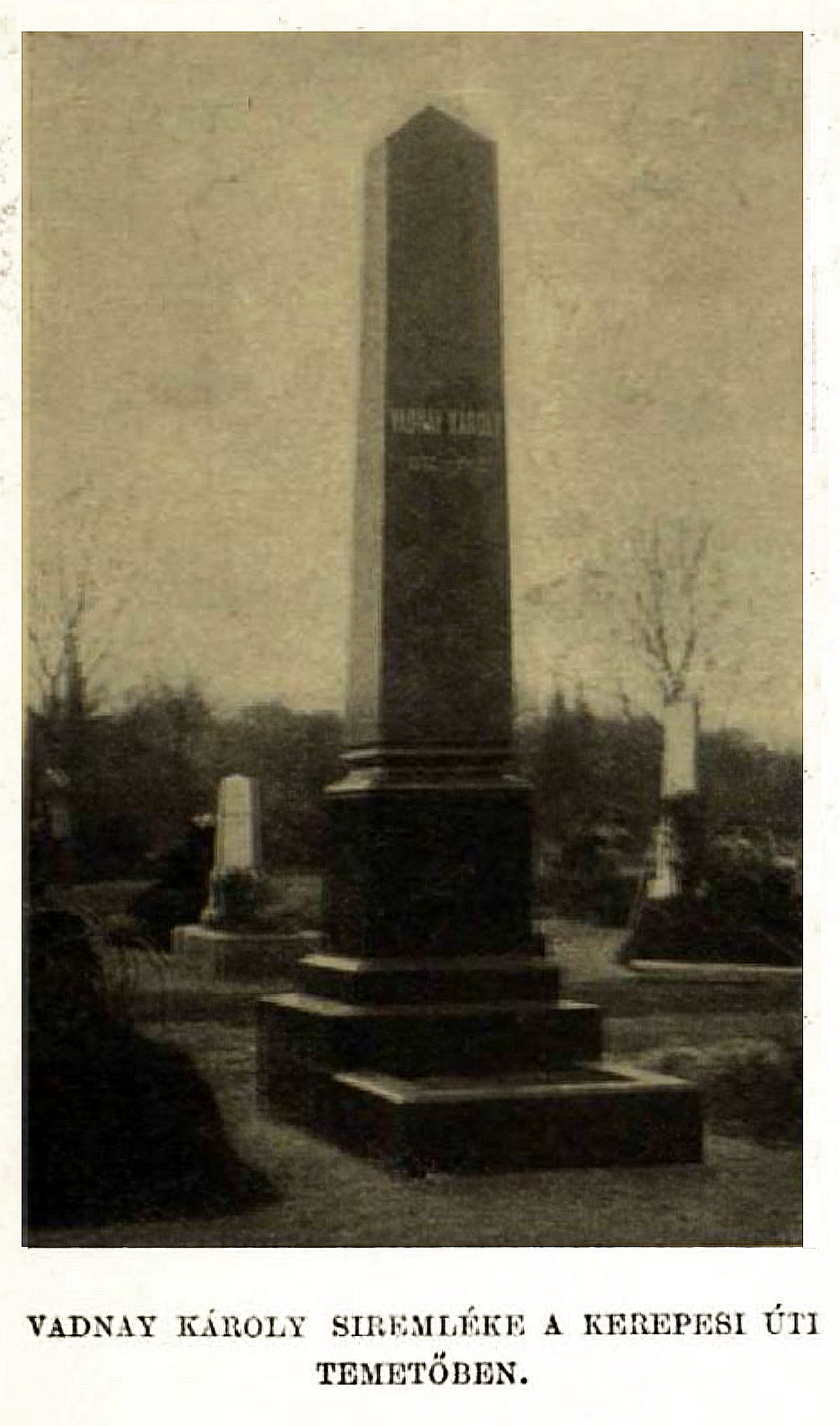
Eredeti síremléke, 1903

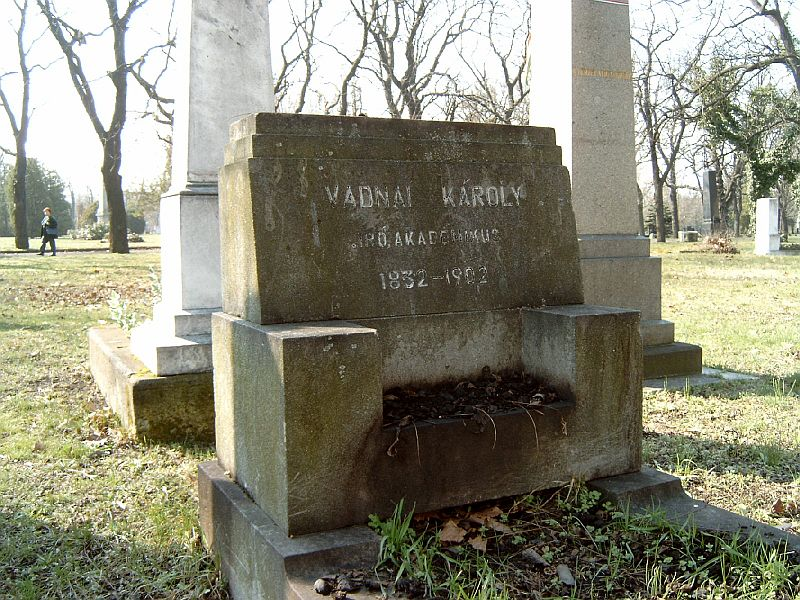
Sírja 2007-ben

## Pályája
Előkelő nemesi családból származott. Nagyapja Festetics György grófnak volt jogügyi igazgatója, apja liberális politikus, Miskolc képviselője, később a legfőbb ítélőszék bírája. Fia már miskolci tanuló korában hozzászokott a magyar költők olvasásához. 1847-ben találkozott irodalmi bálványával, Petőfivel, aki versírásra buzdította. A szabadságharc elején beállt tüzérnek, majd gyaloghonvédnek, a szabadságharc vége felé hadnaggyá, majd főhadnaggyá nevezték ki, Zsibónál tette le a fegyvert. Miskolcon, majd Vadnay Bertalan nagybátyjánál bújt meg Vadnán, de néhány hónap múlva az osztrákok besorozták közkatonának. Bécsben, Tirolban és Olaszországban szolgált; 1851 elején elbocsátották a hadseregből.
Még abban az évben Sugár Kálmán név alatt több verset és egy elbeszélést küldött a Hölgyfutár című lapba. A szerkesztő, Nagy Ignác tanácsára felhagyott a versírással és elbeszéléseket kezdett írni. Első elbeszélése Ceylon gyöngye címen a Hölgyfutárban, 1852 elején jelent meg. 1852-től számos elbeszélést írt a lapokba, különösen sokat a Hölgyfutárba. Amikor 1856-ban a Hölgyfutár Tóth Kálmán kezére került, a tényleges szerkesztő Vadnai lett. 1857-ben Poroszországba utazott, 1862–1863-ban meglátogatta Párizst, Londont, Konstantinápolyt. 1863 végén a Hölgyfutár megszűnt. 1864-ben Tóth Kálmán új lapja, a Fővárosi Lapok segédszerkesztője, majd lényegében szerkesztője lett; a kiegyezés évétől kezdve negyedszázadon keresztül névleg is ő szerkesztette a nevezetes szépirodalmi lapot. 1866-ban a Kisfaludy Társaság választotta tagjának, 1872-ben az MTA levelező tagjának (1900-ban lett rendes tag). Az 1860-as évek közepétől A Honnak is tárcaírója volt.
1884-től 1893-ig Miskolc országgyűlési képviselője volt kormánypárti programmal, elnöke volt az állandó igazoló bizottságnak és működött a közoktatási bizottságban. 1893 elején átvette a hivatalos Budapesti Közlöny szerkesztését, ekkor lemondott képviselői mandátumáról és visszalépett a Fővárosi Lapok szerkesztésétől is.
A Kerepesi temetőben helyezték végső nyugalomra (29/1-1-16), sírjára a Gerenday cég által készíttettek obeliszk jellegű emlékművet, mely mára megsemmisült.

### Munkássága
Vadnai Károly mint elbeszélő romantikusnak indult, később elfordult a képzelet szertelen kalandozásaitól, de a túlzó népieskedést sem kedvelte. Optimista életszemléletű író volt. Mélyenjáró problémák boncolásával nem foglalkozott, kellemesen szórakoztató műveket írt. Enyhe szerelmi történeteiért a „tizenhat éves leányok írójának” nevezték. Hitt az emberek javulásában, a szenvedélyek veszedelmét csak gyöngéden érintette, a fiatal szíveket megjutalmazta szenvedéseikért (A kis tündér, A rossz szomszéd, Immakuláta grófnő.) Novelláskötetei a női szív természetének rajzaival és a párbeszédek természetességével tűntek ki. (Éva leányai, Elbeszélések.) Memoárjaiban elhunyt írótársairól megható jellemképeket festett és eleven stílussal támasztotta fel a letűnt korokat. (Elmult idők, Irodalmi emlékek.)
Szerkesztői működése a magyar folyóirat-irodalom történetének legszebb lapjai közé tartozik. Lelkesen küzdött a magyar művelődésért, olvasóközönségét választékos formában tájékoztatta a fontosabb eseményekről. A hírrovat mellett napról-napra bőségesen adott szépirodalmat és népszerű tudományos cikkeket is. Maga is sokat dolgozott lapjába, színházi kritikáit és könyvbírálatai érdeklődéssel fogadták az olvasók. „Nyelvben és ízlésben kifogástalan újságot adni a közönség kezébe, ez volt az eszménye.”
Elbeszélései, cikkei, életrajzai, kritikái csaknem minden korabeli hírlapban, évkönyvben, albumban vagy naptárban megjelentek. Többek közt a következőkben: Hölgyfutár (1857. 117. Beőthy László meghalt május 20. 145. sat. sz. Graefenbergi levelek, 241. Fátyol Károly magyar zenész, 1858. 24. Lendvai meghalt), Vasárnapi Ujság (1858. Udvarhelyi Miklós. 1893. Arany János); Hon (1866. 230., 231. sz. Petőfi a külföldi irodalomban, 1867. 186. Az Eszterházy-képtár ügyében, 1868. 177. Tompa Mihály emlékezete, 1871. 101. Nyáry Pál magánélete); Fővárosi Lapok (1873. 4. sz. Petőfi világhíre, 1877. 105-109. Régi emlékek Petőfiről, 1861. 27. sz. Tóth Kálmán szülőháza előtt Baja, szept. 21., 247-248. A muló világból: Tóth Kálmánról, 1885. 290. Cucor rablánca, 1887. 31., 32., 80., Frankenburg emlékezete, 1888. 228. Gyászmagyar: Aszalay József, 1889. 175., 176. sz. Emlékezés Sárosy Gyulára, 1893. 8. sz. Az első szám, visszaemlékezés a Fővárosi Lapokról, 127. A nagyszalontai csonka torony, 1894. 356. A pesszimista; Kemény Zsigmond egy jóslatáról, 280., 281. A «Zách család»-ról, nyílt levél Abonyi Lajoshoz, 1895. 255. sz. Székely Józsefről); Pesti Napló (1876. 118., 120., 121. Sophokles és «Antigone»-ja, 1902. 232. sz. Lauka Gusztáv); Budapesti Szemle (XXVIII. 1881. Egy művésznőnk szalonja, 1893. Bernáth Gazsi, 1894. Csiky Gergely emlékezete, 1895. Emlékezés Tomorira, 1897. Degré Alajos, 1898. Emlékbeszéd Pálffy Albert felett, 1900. Zichy Antal emlékezete, 1901. Cuczor Gergely); Nemzet 118. Dr. Kovács Pál emlékezete); Kisfaludy-Társaság Évlapjai (Uj F. XVII. Tóth Kálmán emlékezete; XXIII. 1890. Emlékezés Sárosy Gyulára, XXVIII. 1895. Csíky Gergely emlékezete; XXXII. 1900. Emlékbeszéd Degré Alajos fölött, 1901. Zichy Antal emlékezete, XXXV. 1902. Cuczor Gergelyről); Koszorú (1885. Beszéde Vas Gereben felett) Ország-Világ (1899. Laukáról); Budapesti Hirlap (1900. 139. Munkácsy atyjáról és testvéreiről). Levelei Prielle Korneliához, Bpest, 1901. jún. 7. (Irodalomtörténeti Közlemények 1908., 448. 1.); Szalóczy Bertalanhoz (Vereskövi), Bpest, 18855. júl. 16. (Uo. 1910. 115. 1.).

## Munkái
- Beszélyek. Két kötet. Pest, 1857. (Első novellája a Hölgyfutár 1852. évfolyamában jelent meg. Az 1850-es években Jókai Mór és a francia romantikusok hatása alatt még vonzódott a félelmes meséjű novellatípushoz.)
- A kis tündér. Regény. Pest, 1860. (Újabb kiadása az Olcsó Könyvtárban és a Franklin-Társulat Magyar Regényíróiban (1904. Online).)
- Eszter, a szép kardalnoknő. Regény. Két kötet. Pest, 1861. (Eszményi megvilágításban mutatja be a színészvilágot.)
- A téli estékre. Elbeszélések. Két kötet. Pest, 1862. (Itt még mindig nem a későbbi kiforrott ízlésű novellista.)
- Eladó leányok. Regény. Négy kötet. Pest, 1864. (A kisvárosi viszonyok és alakok rajzában Jókai Mór és Dickens hatása észlelhető. Második kiadása: 1880.)
- Az első magyar társadalmi regény. Budapest, 1873. (Akadémiai székfoglaló értekezés Fáy András irodalomtörténeti fontosságú munkájáról. Később még több hasonló tanulmánya és számos alapos bírálata jelent meg az Akadémia kiadásában.)
- A rossz szomszéd, Regény. Budapest, 1878. (Először a Budapesti Szemlében. Német fordítása: 1884.)
- Elmult idők. Budapest, 1885. (Emlékeinek első gyűjteménye.)
- Hosszú estékre. Elbeszélések, rajzok. Budapest, 1890. (Szépirodalmi Könyvtár.)
- Éva leányai. Novellák. Budapest, 1892. (A Kisfaludy-Társaság kiadásában.)
- A besorozott. História 1850-ből. Budapest, 1895. (A Kisfaludy-Társaság kiadásában megjelent elbeszélés valóságos történet: az író ifjúkori emlékeinek novellisztikus feldolgozása.)
- Immakuláta grófné. Regény. Budapest, 1896. (Emelkedett erkölcsi felfogású társadalmi elbeszélés számos korrajzi vonással.)
- Czakó Zsigmond ismeretlen drámai költeménye. Budapest, 1901.
- Irodalmi emlékek. Budapest, 1905. (A Kisfaludy-Társaság kiadásában.)
- Elbeszélések. Budapest, 1906. (A Kisfaludy-Társaság kiadásában.)